# 異乳糖
異乳糖（英文：Allolactose）是一種相似乳糖的雙醣。由D-半乳糖和D-葡萄糖構成，兩單醣是透過β1-6糖苷鍵結而非像乳糖的β1-4鍵結方式。它可從乳糖藉Β-半乳糖苷酶發生偶然的轉酶苷作用而形成。
它在大腸桿菌的乳糖操縱子中是一個誘導物。它會結合在乳糖抑制子四聚體的其中一個次單元上，造成構型的改變而降低乳糖抑制子對乳糖操縱基因的結合之親和力，進而從乳糖操縱基因上掉落。缺少抑制子存在時，會使乳糖操縱子開啟轉錄的進行。一種不可被水解的異乳糖類似物異丙基-β-D-硫代半乳糖苷（簡稱IPTG），正常被使用於分子生物學中來誘導乳糖操縱子。

## 另見
- 乳糖操縱子
- 乳糖抑制子
- 誘導物（英语：Inducer）

## 外部連結
- 醫學主題詞表（MeSH）：allolactose
- Illustration of function （页面存档备份，存于）